# 18-크라운-6
18-크라운-6(영어: 18-Crown-6)는 화학식 [C2H4O]6인 유기 화합물이다. IUPAC 이름은 '1,4,7,10,13,16-헥사옥사사이클로옥타데케인(영어: 1,4,7,10,13,16-hexaoxacyclooctadecane)'이다. 이것은 흰색이며, 낮은 녹는점과 습기를 흡수하는 결정 고체이다. 다른 크라운 에터처럼 18-크라운-6은 특히 칼륨 양이온(메탄올에서의 결합 상수가 106 M−1)과 비슷한 몇몇 금속 양이온을 위한 리간드로서 작용한다. 18-크라운-6의 점군은 S6이다. 18-크라운-6의 결합 쌍극자 모멘트는 용매와 온도에 따라 다양한 값을 가진다. 25 °C 이하에선 사이클로헥세인에서 2.76 ± 0.06 D, 벤젠에서 2.73 ± 0.02 D이다. 크라운 에터의 합성으로 찰스 피더슨은 노벨화학상을 받았다.